# 秋海棠叶蟹甲草
秋海棠叶蟹甲草（学名：Parasenecio begoniaefolius）是菊科蟹甲草属的植物，为中国的特有植物。分布于中国大陆的四川、湖北等地，生长于海拔1,000米至2,200米的地区，多生长于山坡林下、林缘及路边，目前尚未由人工引种栽培。

## 异名
- Cacalia begoniaefolia (Franch.) Hand.-Mazz.